# Griswold
Griswold város az USA Connecticut államában, New London megyében. Lakosainak száma 11 402 fő (2020. április 1.).

## Népesség
A település népességének változása:

| 2010 | 11 951 |
| 2020 | 11 402 |